# Kendur, Badami
Kendur là một làng thuộc tehsil Badami, huyện Bagalkot, bang Karnataka, Ấn Độ.